# Venom (Lied)
Venom (englisch für „Gift“) ist ein Lied des US-amerikanischen Rappers Eminem von seinem zehnten Studioalbum Kamikaze. Am 21. September 2018 erschien es als Single zum Download. Der Song ist zudem Teil des Soundtracks zum gleichnamigen Film.

## Hintergrund
Am 30. August 2018 veröffentlichte Eminem ein 15-sekündiges Snippet des Songs auf Twitter. Sieben Stunden später erschien unangekündigt sein Album Kamikaze, auf dem das Lied Venom als letzter Track enthalten ist.

## Inhalt und Produktion
Eminem nutzt im Song überwiegend Wortspiele, Vergleiche und Metaphern, wobei er in die Rolle des Hauptcharakters des Films schlüpft, der seine Opfer wie ein Parasit befällt.
Venom wurde von Eminem selbst in Zusammenarbeit mit dem Musikproduzent Luis Resto, der die ergänzende Produktion übernahm, produziert.

## Musikvideo
Ein Musikvideo zum Lied wurde am 5. Oktober 2018 veröffentlicht. Es handelt sich um eine Fortsetzung des Videos zum Song Fall. Man sieht eine zerstörte CD von Eminems Vorgänger-Album Revival, die von einem Jugendlichen aufgehoben wird. Die CD birgt offenbar eine unbekannte Macht in sich. Im Bus verändert sich der Jugendliche und fängt an, den Text des Tracks zu rappen. Durch eine Berührung wird die Besessenheit von Person zu Person weitergegeben. Am Ende des Videos verwandelt sich Eminem selbst in die Kreatur Venom.

## Auftritt bei Jimmy Kimmel
In der Jimmy-Kimmel-Show vom 15. Oktober 2018 rappte Eminem Venom auf dem Empire State Building. Die Beleuchtung des Hochhauses wurde dabei der Musik angepasst, was in den sozialen Medien für Aufsehen sorgte. Im Video ist auch ein Dialog von Eminem mit dem mexikanischen Comedian Guillermo Rodriguez in einem Fahrstuhl zu sehen.

## Kommerzieller Erfolg

### Chartplatzierungen
| ChartsChartplatzierungen       | Höchstplatzierung | Wochen |
| ------------------------------ | ----------------- | ------ |
| Deutschland (GfK)              | 77 (4 Wo.)        | 4      |
| Österreich (Ö3)                | 39 (5 Wo.)        | 5      |
| Schweiz (IFPI)                 | 47 (4 Wo.)        | 4      |
| Vereinigte Staaten (Billboard) | 43 (5 Wo.)        | 5      |
| Vereinigtes Königreich (OCC)   | 16 (8 Wo.)        | 8      |

### Auszeichnungen für Musikverkäufe
| Land/Region                  | Auszeichnungen für Musikverkäufe (Land/Region, Auszeichnung, Verkäufe) | Verkäufe  |
| ---------------------------- | ---------------------------------------------------------------------- | --------- |
| Australien (ARIA)            | 4× Platin                                                              | 280.000   |
| Brasilien (PMB)              | 3× Diamant                                                             | 480.000   |
| Dänemark (IFPI)              | Gold                                                                   | 45.000    |
| Deutschland (BVMI)           | Gold                                                                   | 200.000   |
| Finnland (IFPI)              | Platin                                                                 | 40.000    |
| Frankreich (SNEP)            | Platin                                                                 | 200.000   |
| Italien (FIMI)               | Platin                                                                 | 100.000   |
| Neuseeland (RMNZ)            | 2× Platin                                                              | 60.000    |
| Österreich (IFPI)            | Platin                                                                 | 30.000    |
| Polen (ZPAV)                 | 2× Platin                                                              | 100.000   |
| Portugal (AFP)               | Gold                                                                   | 5.000     |
| Spanien (Promusicae)         | Gold                                                                   | 30.000    |
| Vereinigte Staaten (RIAA)    | 2× Platin                                                              | 2.000.000 |
| Vereinigtes Königreich (BPI) | Platin                                                                 | 600.000   |
| Insgesamt                    | 4× Gold · 15× Platin · 3× Diamant ·                                    | 4.170.000 |

Hauptartikel: Eminem/Auszeichnungen für Musikverkäufe

## Remix
Am 5. Oktober 2021 wurde eine Remixversion des Songs mit anderer Musik, produziert von D.A. Got That Dope, zum Film Venom: Let There Be Carnage veröffentlicht.